# 東根市立東根小学校

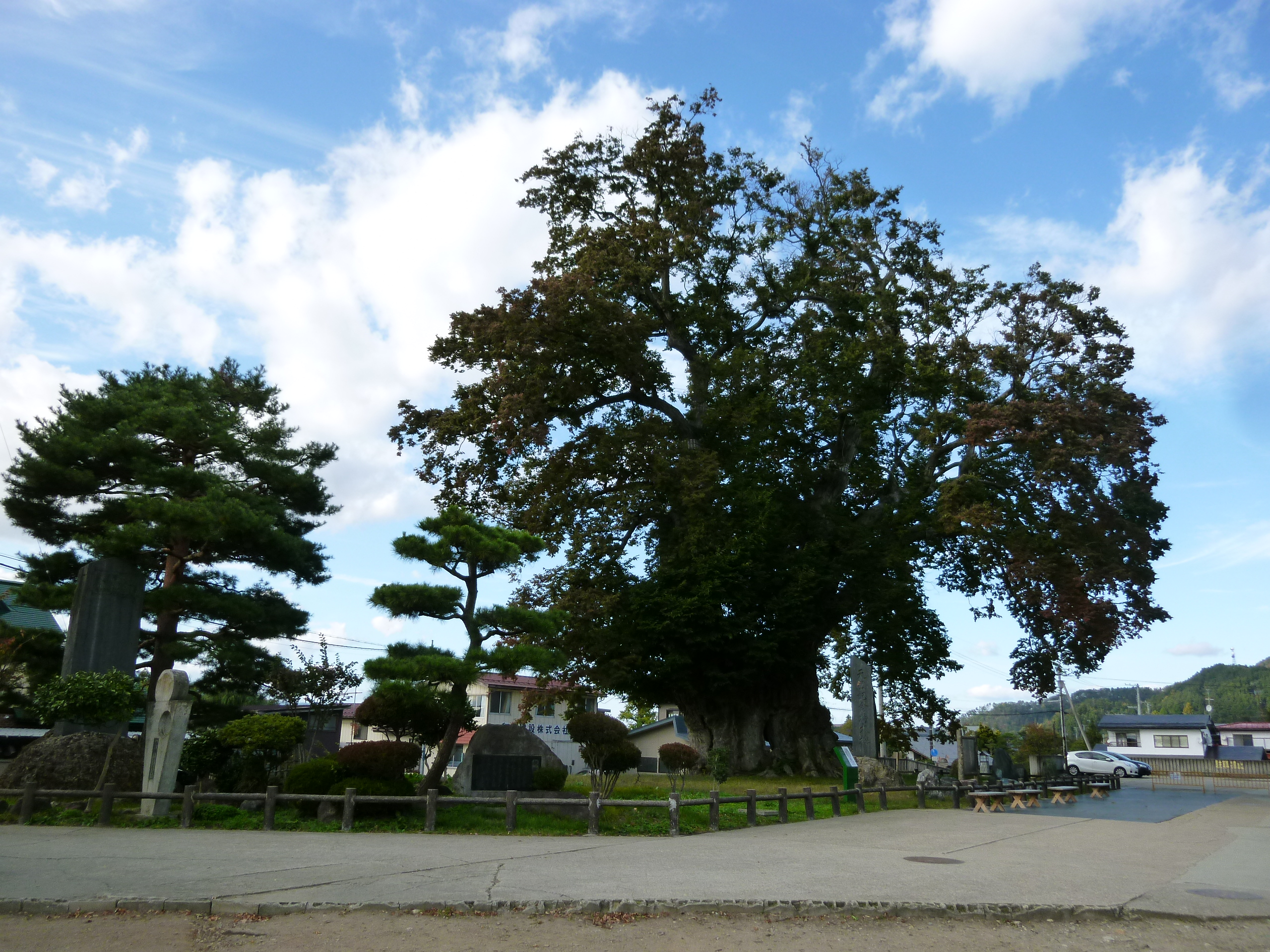
校地にそびえる「東根の大ケヤキ」

東根市立東根小学校（ひがしねしりつ ひがしねしょうがっこう）は山形県東根市にある公立小学校。

## 概要
- 東根市の中心部にある小学校で一番古い小学校である。

## 所在地
- 山形県東根市本丸南1丁目1番1号

## 沿革
出典
- 1874年（明治7年）11月13日 - 東根村中央字本丸の旧松前藩陣屋に木羽葺60坪を校舎として、東根学校を開設する。開校時点の児童数は、男子26名、女子47名の計73名。
- 1884年（明治17年）12月10日 - 宮崎学校を廃し、東根学校に合併。六田、神町、山口，、沼沢外8校の高等科を合併する。
- 1885年（明治18年）7月1日 - 高等科東根校と改称。
- 1887年（明治20年）4月1日 - 東根尋常高等小学校と改称。校舎増築。
- 1891年（明治24年）11月13日 - 満15周年創立記念式典挙行。
- 1892年（明治25年）7月1日 - 高等科東根校と改称。
- 1902年（明治35年）9月28日 - 大暴風のため校舎2棟全壊し、3棟半壊。これにより、10日間臨時休校し、復旧工事に着手。
- 1904年（明治37年）3月31日 - 和風2階建・木羽葺248坪の校舎完成。旧校舎を東根第一尋常高等小学校として男子を収容し、新校舎を第二尋常高等小学校に分離して女子を収容する。
- 1912年（明治45年）5月27日 - 第一尋常高等小学校と第二尋常高等小学校を統合し、東根尋常高等小学校と改称。
- 1924年（大正13年）11月13日 - 和風2階建90坪新築落成（特別教室を設ける）。満50周年記念式典挙行。
- 1930年（昭和5年）
  - 8月13日 - 第1回水泳大会を開催。
  - 11月13日 - 校章の制定「東」の字を図案化。
- 1931年（昭和6年）7月1日 - 校庭に相撲場を作り、第1回相撲大会開催。
- 1932年（昭和7年）11月13日 - 校舎全面改築落成。体操場、中央校舎新築492坪。
- 1934年（昭和9年）12月13日 - 本郷季節分教場を開設。
- 1935年（昭和10年）11月23日 - 皇太子誕生記念として、講堂用大額面「至誠」を鈴木翆軒に揮毫依頼。
- 1936年（昭和11年）2月11日 - 校旗樹立式挙行。
- 1938年（昭和13年）11月13日 - 校歌制定（作詞:齋藤七郎・作曲:高岡良吉）。
- 1940年（昭和15年）5月3日 - 天然記念物「大欅碑」落成除幕式挙行。
- 1941年（昭和16年）4月1日 - 国民学校令により、東根町立東根国民学校と改称
- 1944年（昭和19年）9月2日 - この日から1945年（昭和20年）9月10日まで、東京都長崎第三国民学校4学年児童男女85名（男女）が、温泉「鶴の湯」に学童疎開。
- 1947年（昭和22年）5月3日 - 学制改革により、東根町立東根小学校と改称。高等科が廃止となり、本校北校舎を借りて、東根第一中学校が独立。
- 1948年（昭和23年）8月1日 - 由良海浜学校・高湯林間学校開設。
- 1950年（昭和25年）4月1日 - 養護学級を開設。
- 1958年（昭和33年）11月3日 - 東根町の市制施行により、東根市立東根小学校と改称。
- 1970年（昭和45年）6月1日 - 校舎全面改築に着手し、ボーリングによる地質調査実施。
- 1971年（昭和46年）8月11日 - 第1・第2期工事に着手。
- 1972年（昭和47年）
  - 7月1日 - トランペット鼓隊の創設。
  - 7月18日 - 校舎改築第3期工事に着手。
- 1973年（昭和48年）6月12日 - 言語治療学級（ことばの教室）開設。
- 1974年（昭和49年）
  - 4月25日 - 第4期工事に着手。
  - 5月10日 - 第5期工事（体育館）。
  - 7月13日 - プール建設工事。
  - 11月13日 - 校舎全面改築が完成。校舎落成と創立100周年記念の両式典を挙行。
- 1975年（昭和50年）
  - 8月1日 - グラウンド1周200m、直線100mと校庭周囲フェンスが完成。
  - 11月10日 - 山形県環境緑化モデル校となり、350本植樹。
- 1981年（昭和56年）
  - 1月5日 - 「温故知新」美術コーナーを設置（本校卒業生より絵画16点寄贈を受け校内に掲示）。
  - 3月14日 - 「校歌歌碑」除幕式挙行（卒業記念）。
  - 4月27日 - 教室用カーテン並びに小体育館・理科室の暗幕設備完備。
  - 10月4日 - 4学年以上ミステリー列車運行（秋田県雄勝町横堀）。以後3年ごとに実施。
  - 11月18日 - 「岩石園碑」除幕式挙行（卒業記念）。
- 1983年（昭和58年）
  - 5月9日 - 屋根付相撲場上棟式挙行（卒業記念）。
  - 6月29日 - 第1回祖父母学級（1～3学年対象）。
- 1984年（昭和59年）
  - 2月13日 - 東根小学校児童会歌制定。
  - 2月28日 - 大けやきにしめ縄（長さ25m）を張る。
  - 11月13日 - 創立110周年記念事業として、噴水池竣工。
  - 12月25日 - 学級増に伴う増築校舎竣工。
- 1988年（昭和63年）9月12日 - 通学路変更（河越医院前が通行禁止となり、武田魚屋～飛川理容所へ）。
- 1994年（平成6年）11月13日 - 創立120周年記念式挙行し、PTAより校旗が寄贈された。
- 1995年（平成7年）4月1日 - スクールカウンセリング委託研究。
- 1998年（平成10年）3月31日 - 本校より東根中部小学校が分離する。
- 1999年（平成11年）10月21日 - 校舎大規模改築工事（ボイラーと水道管を更生）。
- 2001年（平成13年）1月1日 - タイムカプセル「半世紀への年賀状」保管開始。
- 2004年（平成16年）11月13日 - 創立130周年記念式典（PTA ・地域連携「ふれあい楽校」）開催。
- 2009年（平成21年）7月27日 - 耐震リニューアル工事開始（平成21年度第1期・2期工事完了）。
- 2010年（平成22年）7月 - 耐震リニューアル工事全工程完了（第3期完了）。
- 2011年（平成23年）4月1日 - 学区再編成により、新田町・柳町・原方地区が東根小学区へ編入。
- 2014年（平成26年）11月15日 - 創立140周年記念式典挙行し、ふれあい楽校開催。
- 2015年（平成27年）3月11日 - 大けやきマスコットキャラクター「ケヤリンの歌」発表会開催。
- 2016年（平成28年）6月1日 - 小体育館天井改修工事完了。
- 2018年（平成30年）8月1日 - 南校舎屋根塗装工事完了。
- 2019年（令和元年）
  - 6月28日 - 各教室へのエアコン工事全工程完了。
  - 12月 - 校舎北側駐車場完成し、使用開始。
- 2020年（令和2年）
  - 3月2日 - 新型コロナウイルス感染症蔓延防止のための臨時休業開始。
  - 5月18日 - 授業再開。
  - 12月18日 - 大雪の影響で大ケヤキの枝が折れる。
- 2021年（令和3年）3月 - GIGAスクール構想により、各教室に1人1台のパソコンを導入。
- 2024年（令和6年）11月9日 - 創立150周年記念式典挙行[2]。PTAより体育館ステージ幕一式、令和5年度・令和6年度卒業生よりステージ用階段、歴代の校長先生・教頭先生からなる古城会よりステージ演台カバーが、それぞれ寄贈された。また、同時、児童による創立記念式讃歌が斉唱された。

## 通学区域と進学先中学校
出典

### 通学区域
- 新田町第一、新田町第二東、新田町第二西、南町、三日町上、三日町下、下川原、本町、一日町、柳町一区、柳町二区、六日町、中ノ目、新町、後澗、花岡、水上、北ノ宿、小楯、西楯、荒宿、温泉町一区、温泉町二区、温泉町三区、温泉町四区、温泉町五区、原方上、原方下、宮崎上、宮崎下一区、宮崎下二区

### 進学先中学校
公立学校に進学する場合
- 東根市立第一中学校

## 児童数
| 年度 | 男子 | 女子 | 計  |
| ---- | ---- | ---- | --- |
| 2024 | 231  | 268  | 499 |

## 東根の大ケヤキ
- 校内に国指定特別天然記念物である東根の大ケヤキがある。

## 周辺
- 東根の大ケヤキ - 同一敷地内
- 東根市立東根学童保育所 - 東根市道をはさんで、敷地が隣接。
- 東根市小楯公民館 - 東根市道をはさんで、敷地が隣接。
- 愛宕神社 - 東根市道をはさんで、敷地が隣接。
- 龍興寺沼
  - 龍興寺沼公園
- 光専寺
- 養源寺
- 山形県道304号中島新田楯岡線
- 山形県道29号尾花沢関山線
- 東根一日町郵便局
- 学校周辺には、上述の公民館や寺以外の公民館や寺院も点在する。

## アクセス
- 東根市市民バス「休石線」・「荷口神町東根線」て、「一日町郵便局」停留所より、学校正門まで、
  - 休石長坂口行（休石線）・さくらんぼ東根駅経由荷口行（荷口神町東根線）のりばから、徒歩約290m・約4分。
  - 公立病院経由さくらんぼ東根駅行（休石線）・東根市役所経由さくらんぼ東根駅行（休石線）・堂野前経由公立病院行（荷口神町東根線）のりばから、徒歩約425m・約7分。
    - なお、さくらんぼ東根駅行・公立病院行のりばから、休石長坂口行・荷口行のりばと同一ルートなら約290mほどだが、学校正門前に通じる市道には横断歩道が設置されておらず、県道304号と県道29号との交差点まで廻る必要があるため、約1.5倍の距離となる。